# Grand Prix Formule 1 van België 2022
De Grand Prix Formule 1 van België 2022 werd verreden op 28 augustus op het Circuit de Spa-Francorchamps in Stavelot. Het was de veertiende race van het seizoen.

## Vrije trainingen

### Uitslagen
- Enkel de top vijf wordt weergegeven.

| Vrije training 1 | Pos. | Nr. | Coureur          | Constructeur          | Tijd     |
| ---------------- | ---- | --- | ---------------- | --------------------- | -------- |
| Vrije training 1 | 1    | 55  | Carlos Sainz jr. | Ferrari               | 1:46.538 |
| Vrije training 1 | 2    | 16  | Charles Leclerc  | Ferrari               | 1:46.607 |
| Vrije training 1 | 3    | 1   | Max Verstappen   | Red Bull Racing-RBPT  | 1:46.755 |
| Vrije training 1 | 4    | 63  | George Russell   | Mercedes              | 1:47.396 |
| Vrije training 1 | 5    | 18  | Lance Stroll     | Aston Martin-Mercedes | 1:47.437 |
| Vrije training 2 | Pos. | Nr. | Coureur          | Constructeur          | Tijd     |
| Vrije training 2 | 1    | 1   | Max Verstappen   | Red Bull Racing-RBPT  | 1:45.507 |
| Vrije training 2 | 2    | 16  | Charles Leclerc  | Ferrari               | 1:46.369 |
| Vrije training 2 | 3    | 4   | Lando Norris     | McLaren-Mercedes      | 1:46.589 |
| Vrije training 2 | 4    | 18  | Lance Stroll     | Aston Martin-Mercedes | 1:46.635 |
| Vrije training 2 | 5    | 55  | Carlos Sainz jr. | Ferrari               | 1:46.649 |
| Vrije training 3 | Pos. | Nr. | Coureur          | Constructeur          | Tijd     |
| Vrije training 3 | 1    | 11  | Sergio Pérez     | Red Bull Racing-RBPT  | 1:45.047 |
| Vrije training 3 | 2    | 1   | Max Verstappen   | Red Bull Racing-RBPT  | 1:45.184 |
| Vrije training 3 | 3    | 55  | Carlos Sainz jr. | Ferrari               | 1:45.824 |
| Vrije training 3 | 4    | 4   | Lando Norris     | McLaren-Mercedes      | 1:45.965 |
| Vrije training 3 | 5    | 14  | Fernando Alonso  | Alpine-Renault        | 1:46.061 |

Testcoureur in vrije training 1:

 Liam Lawson (AlphaTauri-RBPT) reed in plaats van Pierre Gasly. Hij reed een tijd van 1:52.065 en werd daarmee negentiende.

## Kwalificatie
Carlos Sainz jr. behaalde de tweede pole position in zijn carrière doordat Max Verstappen een straf op de grid kreeg.
| Pos.                                        | Nr. | Coureur          | Constructeur          | Kwalificatietijden | Kwalificatietijden | Kwalificatietijden | Grid   |
| Pos.                                        | Nr. | Coureur          | Constructeur          | Q1                 | Q2                 | Q3                 | Grid   |
| ------------------------------------------- | --- | ---------------- | --------------------- | ------------------ | ------------------ | ------------------ | ------ |
| 1                                           | 1   | Max Verstappen   | Red Bull Racing-RBPT  | 1:44.581           | 1:44.723           | 1:43.665           | 14 *1  |
| 2                                           | 55  | Carlos Sainz jr. | Ferrari               | 1:45.050           | 1:45.418           | 1:44.297           | 1      |
| 3                                           | 11  | Sergio Pérez     | Red Bull Racing-RBPT  | 1:45.377           | 1:44.794           | 1:44.462           | 2      |
| 4                                           | 16  | Charles Leclerc  | Ferrari               | 1:45.572           | 1:44.551           | 1:44.553           | 15 *2  |
| 5                                           | 31  | Esteban Ocon     | Alpine-Renault        | 1:46.039           | 1:45.475           | 1:45.180           | 16 *3  |
| 6                                           | 14  | Fernando Alonso  | Alpine-Renault        | 1:46.075           | 1:45.552           | 1:45.368           | 3      |
| 7                                           | 44  | Lewis Hamilton   | Mercedes              | 1:45.736           | 1:45.420           | 1:45.503           | 4      |
| 8                                           | 63  | George Russell   | Mercedes              | 1:45.650           | 1:45.461           | 1:45.776           | 5      |
| 9                                           | 23  | Alexander Albon  | Williams-Mercedes     | 1:45.672           | 1:45.675           | 1:45.837           | 6      |
| 10                                          | 4   | Lando Norris     | McLaren-Mercedes      | 1:45.745           | 1:45.603           | 1:46.178           | 17 *4  |
| 11                                          | 3   | Daniel Ricciardo | McLaren-Mercedes      | 1:46.212           | 1:45.767           |                    | 7      |
| 12                                          | 10  | Pierre Gasly     | AlphaTauri-RBPT       | 1:46.183           | 1:45.827           |                    | Pit *5 |
| 13                                          | 24  | Zhou Guanyu      | Alfa Romeo-Ferrari    | 1:46.178           | 1:46.085           |                    | 18 *6  |
| 14                                          | 18  | Lance Stroll     | Aston Martin-Mercedes | 1:46.256           | 1:46.611           |                    | 9      |
| 15                                          | 47  | Mick Schumacher  | Haas-Ferrari          | 1:46.342           | 1:47.718           |                    | 19 *7  |
| 16                                          | 5   | Sebastian Vettel | Aston Martin-Mercedes | 1:46.344           |                    |                    | 10     |
| 17                                          | 6   | Nicholas Latifi  | Williams-Mercedes     | 1:46.401           |                    |                    | 11     |
| 18                                          | 20  | Kevin Magnussen  | Haas-Ferrari          | 1:46.557           |                    |                    | 12     |
| 19                                          | 22  | Yuki Tsunoda     | AlphaTauri-RBPT       | 1:46.692           |                    |                    | Pit *8 |
| 20                                          | 77  | Valtteri Bottas  | Alfa Romeo-Ferrari    | 1:47.866           |                    |                    | 13 *9  |
| Q1 107% tijd: 1:51.901 (Bron: formula1.com) |     |                  |                       |                    |                    |                    |        |

*1 Max Verstappen moest de wedstrijd achteraan beginnen vanwege het overschrijden van het quotum aan motoronderdelen. Hij kreeg ook een gridstraf van 5 plaatsen voor de vervanging van de versnellingsbak aandrijflijn. De laatstgenoemde gridstraf had echter geen invloed op de startpositie. De pole positie kwam op naam van Carlos Sainz jr.

*2 Charles Leclerc moet de wedstrijd achteraan beginnen vanwege het overschrijden van het quotum aan motoronderdelen. Hij kreeg ook een gridstraf van 10 plaatsen voor de vervanging van de versnellingsbak aandrijflijn en de versnellingsbak behuizing. De laatstgenoemde gridstraf had echter geen invloed op de startpositie.

*3 Esteban Ocon moest de wedstrijd achteraan beginnen vanwege het overschrijden van het quotum aan motoronderdelen.

*4 Lando Norris moest de wedstrijd achteraan beginnen vanwege het overschrijden van het quotum aan motoronderdelen.

*5 Pierre Gasly had gridplaats 8 maar startte vanuit de pitstraat. Plaats 8 bleef leeg op de grid.

*6 Zhou Guanyu kreeg in eerste instantie een gridstraf van 10 plaatsen voor de vervanging vand de versnellingsbak aandrijflijn en de versnellingsbak behuizing. Vervolgens moest hij de wedstrijd achteraan beginnen vanwege het overschrijden van het quotum aan motoronderdelen.

*7 Mick Schumacher moest de wedstrijd achteraan beginnen vanwege het overschrijden van het quotum aan motoronderdelen. Hij kreeg ook een gridstraf van 10 plaatsen voor de vervanging vand de versnellingsbak aandrijflijn en de versnellingsbak behuizing. De laatstgenoemde gridstraf had echter geen invloed op de startpositie.

*8 Yuki Tsunoda had gridplaats 13 maar moest vanuit de pitstraat starten omdat er onder Parc fermé aan de auto was gewerkt vanwege een technisch probleem. De overige coureurs schoven daardoor een plaats naar voren.

*9 Valtteri Bottas kreeg een gridstraf van 30 plaatsen vanwege het vervangen van meerdere motoronderdelen en de behuizing van de versnellingsbak. Ondanks deze straf startte hij door de straf van bovengenoemde coureurs 6 posities voor zijn daadwerkerkelijke kwalificatiepositie.

## Wedstrijd
Max Verstappen behaalde de negenentwintigste Grand Prix-overwinning in zijn carrière.
| Pos.               | Nr. | Coureur          | Constructeur          | Rondes | Tijd / Oorzaak Uitval | Grid | Punten |
| ------------------ | --- | ---------------- | --------------------- | ------ | --------------------- | ---- | ------ |
| 1                  | 1   | Max Verstappen   | Red Bull Racing-RBPT  | 44     | 1:25:52.894           | 14   | 26S    |
| 2                  | 11  | Sergio Pérez     | Red Bull Racing-RBPT  | 44     | +17.841               | 2    | 18     |
| 3                  | 55  | Carlos Sainz jr. | Ferrari               | 44     | +26.886               | 1    | 15     |
| 4                  | 63  | George Russell   | Mercedes              | 44     | +29.140               | 5    | 12     |
| 5                  | 14  | Fernando Alonso  | Alpine-Renault        | 44     | +1:13.256             | 3    | 10     |
| 6                  | 16  | Charles Leclerc  | Ferrari               | 44     | +1:14.936 *           | 15   | 8      |
| 7                  | 31  | Esteban Ocon     | Alpine-Renault        | 44     | +1:15.640             | 16   | 6      |
| 8                  | 5   | Sebastian Vettel | Aston Martin-Mercedes | 44     | +1:18.107             | 10   | 4      |
| 9                  | 10  | Pierre Gasly     | AlphaTauri-RBPT       | 44     | +1:32.181             | Pit  | 2      |
| 10                 | 23  | Alexander Albon  | Williams-Mercedes     | 44     | +1:41.900             | 6    | 1      |
| 11                 | 18  | Lance Stroll     | Aston Martin-Mercedes | 44     | +1:43.078             | 9    |        |
| 12                 | 4   | Lando Norris     | McLaren-Mercedes      | 44     | +1:44.739             | 17   |        |
| 13                 | 22  | Yuki Tsunoda     | AlphaTauri-RBPT       | 44     | +1:45.217             | Pit  |        |
| 14                 | 24  | Zhou Guanyu      | Alfa Romeo-Ferrari    | 44     | +1:46.252             | 18   |        |
| 15                 | 3   | Daniel Ricciardo | McLaren-Mercedes      | 44     | +1:47.163             | 7    |        |
| 16                 | 20  | Kevin Magnussen  | Haas-Ferrari          | 43     | +1 ronde              | 12   |        |
| 17                 | 47  | Mick Schumacher  | Haas-Ferrari          | 43     | +1 ronde              | 19   |        |
| 18                 | 6   | Nicholas Latifi  | Williams-Mercedes     | 43     | +1 ronde              | 11   |        |
| DNF                | 77  | Valtteri Bottas  | Alfa Romeo-Ferrari    | 1      | Botsing               | 13   |        |
| DNF                | 44  | Lewis Hamilton   | Mercedes              | 0      | Schade botsing        | 4    |        |
| Bron: formula1.com |     |                  |                       |        |                       |      |        |

S Max Verstappen reed voor de twintigste keer in zijn carrière een snelste ronde en behaalde hiermee een extra punt.

* Charles Leclerc eindigde de race als vijfde maar kreeg een tijdstraf van vijf seconden, omdat hij te snel reed in de pitstraat.

## Tussenstanden wereldkampioenschap
Betreft tussenstanden voor het wereldkampioenschap na afloop van de race.

### Coureurs
| Pos. | Nr. | Coureur          | Constructeur         | Punten |
| ---- | --- | ---------------- | -------------------- | ------ |
| 1    | 1   | Max Verstappen   | Red Bull Racing-RBPT | 284    |
| 2    | 11  | Sergio Pérez     | Red Bull Racing-RBPT | 191    |
| 3    | 16  | Charles Leclerc  | Ferrari              | 186    |
| 4    | 55  | Carlos Sainz jr. | Ferrari              | 171    |
| 5    | 63  | George Russell   | Mercedes             | 170    |
| 6    | 44  | Lewis Hamilton   | Mercedes             | 146    |
| 7    | 4   | Lando Norris     | McLaren-Mercedes     | 76     |
| 8    | 31  | Esteban Ocon     | Alpine-Renault       | 64     |
| 9    | 14  | Fernando Alonso  | Alpine-Renault       | 51     |
| 10   | 77  | Valtteri Bottas  | Alfa Romeo-Ferrari   | 46     |

### Constructeurs
| Pos. | Constructeur          | Punten |
| ---- | --------------------- | ------ |
| 1    | Red Bull Racing-RBPT  | 475    |
| 2    | Ferrari               | 357    |
| 3    | Mercedes              | 316    |
| 4    | Alpine-Renault        | 115    |
| 5    | McLaren-Mercedes      | 95     |
| 6    | Alfa Romeo-Ferrari    | 51     |
| 7    | Haas-Ferrari          | 34     |
| 8    | AlphaTauri-RBPT       | 29     |
| 9    | Aston Martin-Mercedes | 24     |
| 10   | Williams-Mercedes     | 4      |